# إيفان ياغان
إيفان ياغان (11 أكتوبر 1989 ببروكسل في بلجيكا - ) هو لاعب كرة قدم بلجيكي في مركز الهجوم. لعب مع سيركل بروج.

## روابط خارجية
- إيفان ياغان على موقع الاتحاد الأوربي (الإنجليزية)
- إيفان ياغان على موقع قاعدة بيانات كرة القدم.إي يو (الإنجليزية)
- إيفان ياغان على موقع ناشيونال فوتبول تيمز (الإنجليزية)
- إيفان ياغان على موقع Soccerway.com (الإنجليزية)